# دهستان
دِهِستان زیرمجموعه‌ای از بخش و کوچک‌ترین واحد تقسیمات کشوری در ایران می‌باشد، که زیر نظر مستقیم دولت است. واحدهای بزرگ‌تر از بخش به ترتیب عبارتند از شهرستان و استان.
دهستان شامل گروهی از روستاهای نزدیک می‌شود، که از نظر اجتماعی، فرهنگی یا اقتصادی به یکدیگر وابستگی داشته باشند. بزرگ‌ترین یا مهم‌ترین روستای این مجموعه به عنوان مرکز دهستان انتخاب می‌شود.
نماینده دولت در دهستان دِهدار خوانده می‌شود. ساختمان و سازمان اداری محل فعالیت دهدار دهداری نام دارد. دهستانْ کوچک‌ترین واحد تقسیمات کشوری با محدودهٔ جغرافیایی معین است که از به هم پیوستن چند روستا، مکان و مزرعهٔ هم جوار تشکیل می‌شود. روستاهای یک دهستان از لحاظ محیط طبیعی، فرهنگی، اقتصادی و اجتماعی همگن هستند که این خدمات‌رسانی و برنامه‌ریزی در سامانه و شبکه‌ای واحد را ممکن می‌سازد. دهستان توسط دهدار اداره می‌شود.
| واحد تقسیمات کشوری | مسئول               | نهاد                  | نوع            | مرکز         |
| ------------------ | ------------------- | --------------------- | -------------- | ------------ |
| کشور               | وزیر کشور           | وزارت کشور            | دولتی          | پایتخت       |
| استان              | استاندار            | استانداری             | دولتی          | مرکز استان   |
| شهرستان            | فرماندار            | فرمانداری (ویژه)      | دولتی          | مرکز شهرستان |
| بخش                | بخشدار              | بخشداری               | دولتی          | مرکز بخش     |
| دهستان             | بخشدار (قبلاً دهدار) | بخشداری (قبلاً دهداری) | دولتی          | مرکز دهستان  |
| شهر                | شهردار              | شهرداری               | عمومی غیردولتی | –            |
| روستا              | دهیار               | دهیاری                | عمومی غیردولتی | –            |